# ستيفاني غاردنر
ستيفاني غاردنر (بالبرتغالية: Stephanie Gardner‏) هي متزلجة فنية برازيلية، ولدت في 11 نوفمبر 1989 في مقاطعة أورانج في الولايات المتحدة.

## وصلات خارجية
- ستيفاني غاردنر على موقع الاتحاد الدولي للتزلج (الإنجليزية)